# 徳島自動車道
徳島自動車道（とくしまじどうしゃどう、英語: TOKUSHIMA EXPWY）は、徳島県鳴門市の鳴門ジャンクション (JCT) を起点とし、愛媛県四国中央市の川之江東JCTに至る延長105.8キロメートル (km) の高速道路である。略称は徳島道（とくしまどう）。
高速道路ナンバリングによる路線番号は、鳴門JCT - 徳島JCT間が高松自動車道と松山自動車道（川之江JCT - 松山インターチェンジ (IC) 間）とともに「E11」が、徳島JCT - 川之江東JCT間が高知自動車道（川之江JCT - 高知IC間）とともに「E32」が各区間割り振られている。

## 概要
国土開発幹線自動車道の路線名は鳴門JCT - 徳島IC間は四国横断自動車道の一部で、徳島IC - 川之江東JCT間は四国縦貫自動車道の一部となっている。
2000年（平成12年）3月11日、徳島・愛媛県境である境目峠を貫く新境目トンネルを含む区間である井川池田IC - 川之江東JCTの開通によって四国四県の県庁所在地をX（エックス）の字に結ぶ通称エックスハイウェイが完成した。
ほぼ全線が吉野川に沿って走行しており、同じく吉野川沿いを走行する国道192号が吉野川の右岸（南側）を走行するのに対し、徳島道は三好市内を除いておおむね吉野川の左岸（北側）の山肌を縫うように走行している。土成IC - 阿波PAには、6本連続のトンネルがある。
開通以来、IC付近などを除く全線が暫定2車線の対面通行で最高速度が70 km/hの状態が続いていたが、土成IC - 脇町IC間の一部は2021年（令和3年）3月31日に4車線化され、最高速度100 km/hとなった。
道路規格と設計速度は鳴門JCT - 脇町ICが第1種第2級で100 km/h、脇町IC - 川之江東JCTは第1種第3級で80 km/hである。

## インターチェンジなど
- IC番号欄の背景色が■である区間は既開通区間に存在する。
施設欄の背景色が■である区間は未開通区間または未供用施設に該当する。
- スマートインターチェンジ (SIC)等のETC専用ICは背景色■で示す。
- 路線名の特記がないものは市道。
- バスストップ (BS) のうち、○/●は運用中、◆は休止中の施設。無印はBSなし。
土成BSと美馬BSはインターチェンジ施設外に設置されているため△としている。
- 英略字は以下の項目を示す。
IC：インターチェンジ、SIC：スマートインターチェンジ、JCT：ジャンクション、SA：サービスエリア、PA：パーキングエリア、TB：本線料金所、BS：バスストップ

| IC 番号 | 施設名              | 接続路線名                                       | 起点 から （km） | BS | 備考                                                                     | 所在地            | 所在地            | 所在地            |
| ------- | ------------------- | ------------------------------------------------ | ---------------- | -- | ------------------------------------------------------------------------ | ----------------- | ----------------- | ----------------- |
| 7       | 鳴門JCT             | E11 高松自動車道                                 | 300.0            | -  | 鳴門ICで E28 神戸淡路鳴門道と接続                                        | 徳島県            | 鳴門市            | 鳴門市            |
| 1-1     | 松茂PA/SIC          | 県道40号徳島空港線                               | 302.5            |    |                                                                          | 徳島県            | 板野郡 松茂町     | 板野郡 松茂町     |
| 8       | 徳島JCT             | E55 徳島南部自動車道                             | 308.5            | -  |                                                                          | 徳島県            | 徳島市            | 徳島市            |
| 1       | 徳島IC              | 国道11号（吉野川バイパス）                       | 310.1            |    | キロポストは310.2KPまで、0.1KPから                                       | 徳島県            | 徳島市            | 徳島市            |
| -       | 徳島TB              | -                                                | 3.1              | -  | 2013年6月4日廃止                                                         | 徳島県            | 徳島市            | 徳島市            |
| 2       | 藍住IC              | 県道1号徳島引田線                                | 9.1              |    |                                                                          | 徳島県            | 板野郡            | 藍住町            |
| -       | 上板SA              | -                                                | 15.9 16.7        | ○  | 下り線 上り線                                                            | 徳島県            | 板野郡            | 上板町            |
| 3       | 土成IC              | 国道318号                                        | 22.3             | △  |                                                                          | 徳島県            | 阿波市            | 阿波市            |
| -       | 阿波市場SIC         |                                                  |                  |    | 徳島方面出入口のみ 事業中                                                | 徳島県            | 阿波市            | 阿波市            |
| -       | 阿波PA              | -                                                | 37.1 37.4        | ○  | KPは上段 上り線、下段 下り線                                             | 徳島県            | 阿波市            | 阿波市            |
| 4       | 脇町IC              | 国道193号（香南脇道路（候補路線）                | 41.2             | ○  |                                                                          | 徳島県            | 美馬市            | 美馬市            |
| 5       | 美馬IC              | 国道438号                                        | 52.7             | △  |                                                                          | 徳島県            | 美馬市            | 美馬市            |
| 5-1     | 吉野川SA/SIC 三好BS | 県道266号昼間辻線（町道経由）                    | 68.5             | ○  | 吉野川ハイウェイオアシス併設 SICは6 - 22時でIC番号の標識は存在していない | 徳島県            | 三好郡 東みよし町 | 三好郡 東みよし町 |
| 6       | 井川池田IC          | 国道32号（善通寺池田道路（候補路線）） 国道192号 | 73.8             |    |                                                                          | 徳島県            | 三好市            | 三好市            |
| -       | 池田PA              | -                                                | 86.8             |    |                                                                          | 徳島県            | 三好市            | 三好市            |
| 7       | 川之江東JCT         | E32 高知自動車道                                 | 95.3             | -  | キロポストは95.5KPまで 川之江JCTで E11 高松道・松山道接続                | 愛媛県 四国中央市 | 愛媛県 四国中央市 | 愛媛県 四国中央市 |

- キロポストは最後に開通した鳴門JCT - 徳島IC間のものは300KPを基準とするものが徳島IC以遠のものから独立して設置されている。また、徳島IC付近に0KP標識は存在せず0.1KPから設置されており、鳴門方の310.2KPから川之江方の0.1KPの間の距離は0.2 kmある。
- IC番号は徳島ICを基点として川之江東JCT方向に付番。のちに開通した鳴門JCT - 徳島ICに設けられた松茂SICは枝番の1-1とし、徳島JCTは枝番ではなく川之江東JCTからの連番扱いで8となっている。

## 歴史
- 1994年（平成6年）3月17日 : 藍住IC - 脇町IC間が開通。
- 1995年（平成7年）8月9日 : 徳島IC - 藍住IC間が開通し上板SAが供用開始。
- 1997年（平成9年）12月3日 : 脇町IC - 美馬IC間が開通し阿波PAが供用開始。
- 1999年（平成11年）3月30日 : 美馬IC - 井川池田IC間が開通。
- 2000年（平成12年）3月11日 : 井川池田IC - 川之江東JCT間が開通し[7]、これにより高知自動車道と接続しエックスハイウェイが完成する[8]。
- 2004年（平成16年）10月31日 : 吉野川SAで吉野川ハイウェイオアシススマートIC社会実験が開始。
- 2006年（平成18年）10月1日 : 吉野川スマートICが恒久化し本格供用を開始。
- 2013年（平成25年）6月4日 : 徳島TBを廃止。これにより徳島IC料金所を新設し供用開始。
- 2015年（平成27年）3月14日 : 鳴門JCT - 徳島IC間が開通により全線開通[9]。
- 2019年（平成31年/令和元年）
  - 3月29日 : 脇町IC - 美馬IC間の一部において、国土交通省より4車線化工事の事業許可を受ける[10]。
  - 9月4日：国土交通省が徳島道の暫定2車線区間のうち、藍住IC - 川之江東JCT間を10 - 15年後を目処に4車線化する優先整備区間に選定する方針を発表[11][12][13]。
- 2020年（令和2年）
  - 3月10日 : 国土交通省が徳島道の4車線化優先整備区間のうち、2020年度に新たに4車線化事業に着手する候補箇所として土成IC - 脇町IC間を選定[14][15][16]。
  - 3月31日：土成IC - 脇町IC間の4車線化工事について国土交通省より事業許可を受ける[17]。
  - 12月19日：土成IC - 脇町IC間のうち7.5 kmについて、4車線化工事の一環として、上下対面通行から上下分離通行化[18][19]。
- 2021年（令和3年）3月31日 : 土成IC - 脇町IC間のうち7.5 kmが4車線化[20]。
- 2022年（令和4年）3月21日 : 徳島JCTにて徳島南部自動車道と接続[21]。
- 2024年（令和6年）
  - 3月1日：国土交通省が4車線化優先整備区間のうち、2024年度に新たに4車線化事業に着手する候補箇所として美馬IC - 吉野川SASIC間の一部（延長4.8 km）を選定[22]。
  - 3月27日：美馬IC - 吉野川SASIC間の一部（延長4.8 km）において、国土交通省より4車線化工事の事業許可を受ける[23]。

## 路線状況

### 車線・最高速度・料金
ほぼ全線で暫定2車線となっているが、一部区間では4車線となっている。
| 区間                                | 車線 上下線=上り線+下り線 | 最高速度 | 料金 | 備考 |
| ----------------------------------- | ------------------------- | -------- | ---- | ---- |
| 鳴門JCT - 土成IC                    | 2=1+1 （暫定2車線）       | 70 km/h  | 有料 | ※    |
| 土成IC - 脇町IC （4車線化先行区間） | 4=2+2                     | 100 km/h | 有料 | ※    |
| 脇町IC - 川之江東JCT                | 2=1+1 （暫定2車線）       | 70 km/h  | 有料 | ※    |

- ※ : 藍住IC - 川之江東JCT間は4車線化優先整備区間[11][12][13]

#### 4車線化に向けた動き
徳島自動車道は、2020年現在でほぼ全線が暫定2車線区間となっており、4車線化されているのはインターチェンジ周辺などの11区間の14.7 km（整備率は約15 %）に限られているため、徳島県や沿線自治体等は渋滞緩和や安全対策として、早期4車線化を国土交通省や西日本高速道路株式会社へ要望している。
現在は、西日本高速道路株式会社が主体となって藍住IC - 脇町IC間、美馬IC - 吉野川SA（または井川池田IC）間における拡幅の計画が立てられているが、高松自動車道で全線4車線化が決定するも、予算が計上されず施工が止まっていた。拡幅には通行量1日1万台が目処とされているなかで、1日約7千台にとどまっており、完全4車線化の見通しについては不透明である。
なお、2016年（平成28年）8月25日に西日本高速道路株式会社 四国支社は、脇町IC - 土成IC間において、阿波PA付近を中心とした区間7.5 kmに付加車線を設置することを明らかにした。脇町IC - 土成IC間の前後にある付加車線を含めた10.2 kmを4車線化し、おおむね5年程度を目標に供用開始を目指している。その後、先述の阿波PA付近の7.5 kmに関しては、2020年（令和2年）12月19日に対面通行が解消され、翌2021年（令和3年）3月31日に4車線化された。
2019年（平成31年）には、国交省により藍住IC - 川之江東JCT間が4車線化優先整備区間に指定された。

### サービスエリア・パーキングエリア
- 徳島道にはサービスエリア（SA）が2ヶ所、パーキングエリア（PA）が3ヶ所設けられている。売店があるのはSAのみで、PAは全てトイレと自販機のみの無人エリアとなっている。24時間営業の施設は吉野川SA下りのセブン-イレブンのみ。
- ガソリンスタンドは吉野川SAのみに設置されていて、日中の時間帯のみ営業している。

### 主なトンネルと橋
| 区間                  | 構造物名         | 長さ      | 長さ    |
| 区間                  | 構造物名         | 上り線    | 下り線  |
| --------------------- | ---------------- | --------- | ------- |
| 松茂PA - 徳島IC       | 今切川橋         | 1,181.6 m |         |
| 徳島IC - 藍住IC       | 徳島高架橋       |           | 1,272 m |
| 徳島IC - 藍住IC       | 徳命高架橋       |           | 1,693 m |
| 藍住IC - 上板SA       | 東中富高架橋     |           | 564 m   |
| 土成IC - 阿波PA       | 浦ノ池トンネル   |           | 172 m   |
| 土成IC - 阿波PA       | 水田第一トンネル |           | 544 m   |
| 土成IC - 阿波PA       | 水田第二トンネル |           | 226 m   |
| 土成IC - 阿波PA       | 秋月トンネル     |           | 207 m   |
| 土成IC - 阿波PA       | 切幡トンネル     |           | 695 m   |
| 土成IC - 阿波PA       | 金清トンネル     |           | 506 m   |
| 土成IC - 阿波PA       | 上喜来高架橋     |           | 696 m   |
| 脇町IC - 美馬IC       | 野村谷川橋       | 528.5 m   |         |
| 美馬IC - 吉野川SA     | 河内谷川橋       | 525 m     |         |
| 美馬IC - 吉野川SA     | 太刀野トンネル   | 2,400 m   |         |
| 美馬IC - 吉野川SA     | 宮の岡橋         | 548 m     |         |
| 吉野川SA - 井川池田IC | 吉野川橋         |           | 853 m   |
| 井川池田IC - 池田PA   | 池田トンネル     |           | 1,280 m |
| 井川池田IC - 池田PA   | 新山トンネル     |           | 890 m   |
| 井川池田IC - 池田PA   | 池田へそっ湖大橋 |           | 705 m   |
| 井川池田IC - 池田PA   | 白地トンネル     |           | 2,892 m |
| 池田PA - 川之江東JCT  | 新境目トンネル   |           | 2,794 m |
| 池田PA - 川之江東JCT  | 下川トンネル     |           | 875 m   |
| 池田PA - 川之江東JCT  | 下川川橋         | 780 m     | 763 m   |

#### トンネルの数
| 区間                  | 上り線 | 下り線 |
| --------------------- | ------ | ------ |
| 鳴門JCT - 土成IC      | 0      | 0      |
| 土成IC - 阿波PA       | 6      | 6      |
| 阿波PA - 美馬IC       | 0      | 0      |
| 美馬IC - 吉野川SA     | 1      | 1      |
| 吉野川SA - 井川池田IC | 0      | 0      |
| 井川池田IC - 池田PA   | 3      | 3      |
| 池田PA - 川之江東JCT  | 2      | 2      |
| 合計                  | 12     | 12     |

- 全線で暫定2車線の対面通行であるため、上下線で1本のトンネルとなっている。

### 道路管理者
- 西日本高速道路株式会社 四国支社
  - 徳島管理事務所 : 鳴門JCT - 井川池田IC
  - 香川管理事務所 : 井川池田IC - 川之江東JCT

#### ハイウェイラジオ
- 太刀野（美馬IC - 吉野川SA）

### 交通量
24時間交通量（台） 道路交通センサス
| 区間                     | 平成17（2005）年度 | 平成22（2010）年度 | 平成27（2015）年度 | 令和3（2021）年度 |
| ------------------------ | ------------------ | ------------------ | ------------------ | ----------------- |
| 鳴門JCT - 松茂PASIC      | 調査当時未開通     | 調査当時未開通     | 5,707              | 6,010             |
| 松茂PASIC - 徳島IC       | 調査当時未開通     | 調査当時未開通     | 5,259              | 5,301             |
| 徳島IC - 藍住IC          | 5,502              | 5,710              | 7,057              | 5,059             |
| 藍住IC - 土成IC          | 7,901              | 8,382              | 9,207              | 6,653             |
| 土成IC - 脇町IC          | 7,863              | 8,475              | 9,119              | 6,651             |
| 脇町IC - 美馬IC          | 6,731              | 7,413              | 8,178              | 5,830             |
| 美馬IC - 吉野川SASIC     | 5,696              | 6,368              | 7,118              | 4,912             |
| 吉野川SASIC - 井川池田IC | 5,617              | 6,183              | 6,905              | 4,728             |
| 井川池田IC - 川之江東JCT | 4,905              | 5,518              | 6,283              | 4,154             |

（出典：「平成22年度道路交通センサス」・「平成27年度全国道路・街路交通情勢調査」・「令和3年度全国道路・街路交通情勢調査」（国土交通省ホームページ）より一部データを抜粋して作成）
- 令和2年度に実施予定だった交通量調査は、新型コロナウイルスの影響で延期された[28]。

2010年度の調査では、全線を平均した交通量は6,864台。最も交通量が多い区間は藍住IC - 脇町IC間で、8,000台を超えている。2005年調査と比較した交通量は全線を通して増加しているが、混雑度は1.0を下回っており、混雑することは全線を通してほとんどない。また、暫定2車線の影響で最高速度は全線で70 km/hであるが、実際の旅行速度は昼間12時間で全区間で70 km/hを超えており、最大81 km/hで流れている区間もある。

## 地理

### 通過する自治体
- 徳島県
  - 鳴門市 - 板野郡松茂町 - 板野郡北島町 - 徳島市 - 板野郡藍住町 - 板野郡板野町 - 板野郡上板町 - 阿波市 - 美馬市 - 三好市 - 三好郡東みよし町 - 三好市
- 愛媛県
  - 四国中央市

### 接続する高速道路
- E11 高松自動車道（鳴門JCTで接続）
- E55 徳島南部自動車道（徳島JCTで接続）
- E32 / E56 高知自動車道（川之江東JCTで直結）